# U-2326
El U-2326 fue un submarino alemán tipo XXIII de la Kriegsmarine de la Alemania nazi durante la Segunda Guerra Mundial. Fue ordenado el 20 de septiembre de 1943 y puesto en grada el 8 de mayo de 1944 en Deutsche Werft, Hamburgo, con el número de astillero 480. Fue botado el 17 de julio de 1944 y puesto en servicio bajo el mando del Oberleutnant zur See Karl Jobst el 10 de agosto de 1944.

## Hundimiento
El 14 de mayo de 1945, una semana después del final de la guerra, el U-2326 se rindió en Dundee, Escocia. Karl Jobst y el teniente Karl Bertsch fueron retenidos a bordo del HMS Unicorn (1824), conocido temporalmente como HMS Cressy. El U-2326 se convertiría en un submarino británico de clase Tipo N, rebautizado como N35, y más tarde sería transferido a Francia en 1946.
Sin embargo, se hundió el 6 de diciembre de 1946, en un accidente en Tolón con la pérdida de 21 vidas. Si bien muchas fuentes afirman que el barco fue posteriormente rescatado y desguazado, la Armada francesa no rescata buques de guerra que sufrieron una pérdida de vidas, ya que se los considera tumbas militares, por lo que estas afirmaciones parecen muy poco probables.